# Cosmología hinduista
La cosmología hinduista destaca por su desarrollo y riqueza, generada a partir de sus diferentes culturas, tradiciones y doctrinas.
En las diferentes religiones del hinduismo, y en las doctrinas indias en términos generales, se cree que el universo forma parte de los ciclos de destrucciones y de creaciones de múltiples universos y los mundos que contienen.
Dentro de las creencias mitos y tradiciones respecto al origen de nuestro universo, existen variados dioses hinduistas considerados como «dioses creadores».

## Mitos cosmológicos

### El dios despedazado
La leyenda más antigua está contenida en el himno «Púrusha sukta» (del Rig-veda, compuesto a fines del II milenio a. C.).
Describe la creación del universo a partir de los remanentes de un gigantesco dios primordial llamado Púrusha (‘varón’), descrito como la conciencia primordial. Su origen sería en una época que se realizaban púrusha medha (sacrificios humanos’).

### El huevo cósmico
Se desconoce cuándo desaparecieron los sacrificios humanos y fueron reemplazados por los sacrificios de animales.
Posteriormente a la aparición del budismo (siglo IV a. C.) con su ajimsá (‘no violencia’), empezaron a desaparecer también los sacrificios de animales, y aparecieron nuevas leyendas que contradecían al mito original.
El universo habría surgido entonces del huevo cósmico Hiranyagarbha (‘útero de oro’) creado por Ammavaru.
De este huevo nació Prayapati.
(Pocos siglos más tarde —en la época puránica— este Prajapati fue identificado como el demiurgo Brahmá).
Brahmá con su mente creó todo el universo: el mundo plano (la Tierra) y todos los lokas ('‘locales’' o '‘lugares’', planetas y estrellas visibles e invisibles en el cielo, donde viven los dioses y otros seres).
En el quinto canto del Bhágavata-purana (siglo X se explica que los grajas (‘astros’) se mueven en el cielo a veces «de maneras retorcidas».
El intervalo de «altura» de los planetas desde la superficie de la Tierra plana es siempre el mismo (1 300 000 km).

### Vishnú, y la flor de loto de Brahmá
Los Puranas (compuestos entre el siglo III a. C. y el X d. C.) presentan varios procesos de creación.
En un rincón del infinito universo espiritual existe un «océano de causa [material]».
Allí está acostada la más grande de las formas de Vishnú: Karanodakasai Vishnú (‘el Vishnú acostado [sayi] en el océano [udaka] de causa [karana]’).
De su cuerpo emanan todos los universos (a veces se mejora este mito con la idea de que cada molécula del aire que respira es un universo finito).
Cada universo esférico está lleno de líquido hasta la mitad.
Sobre ese océano está acostado otra forma de Vishnú, llamada Garbhodakasai Vishnú (‘el Vishnú acostado [sayi] en el océano [udaka] de concepción [gárbha]’), acostado sobre la serpiente divina Ananta Shesha.
En su ombligo se forma un lago, y sobre ese lago nace una flor de loto.
Cuando la flor se abre, de ella nace el dios Brahmá, de cuatro cabezas.

### Avyakta, Brahman el Principio Universal supremo
En las tradiciones hinduistas, el término aviakta se refiere a lo no manifestado, lo no manifiesto o lo no explícito, siendo el término utilizado en algunas tradiciones o doctrinas hinduistas para referirse al dios supremo o principio creativo universal (Paramatma) que subyace en todas las cosas manifestadas, que en la tradición vedanta corresponde al Bráhman (‘expansión, brote’) que connota el principio universal supremo, la realidad superior en el universo, lo absoluto, la causa material, eficiente, y final de todo aquello que existe; singular unidad en todo aquello que existe en el universo.
En este sentido, se dice que todo lo manifestado proviene de lo no manifiesto (del estado de aviakta); siendo este estado la manifestación más sutil del Brahman no manifestado, que precede a todas las formas y manifestaciones en el universo, y que contiene el potencial para toda la creación y la existencia. Siendo un estado potencial que se encuentra antes de la creación del mundo y se considera como la esencia o el origen de todo lo que existe y la fuente de la cual emerge toda la creación y que, en última instancia, es el estado en el que todo regresa después de la disolución del proceso cíclico de creación y destrucción del universo.
Así, de este estado no manifestado de Brahman, que es un estado de pura conciencia y energía, y que es la base de todo lo que existe en el universo manifestado, surgió todo incluido a los dioses creadores, como el dios Brahmá de cuatro cabezas. Es por ello, que aunque en el hinduismo existen muchos devas (‘dioses’) y sus saktis (consortes o ‘energías’), en la realidad última, todas las divinidades hinduistas (incluidas las deidades creadoras) son consideradas tan solo una mínima manifestación del único Brahman que conforma a nuestro universo y a todos los universos existentes, que han existido y por existir; siendo para el occidente el equivalente más cercano al concepto de Dios en el hinduismo.

## Descripción de los ciclos de creación y destrucción del universo
En la actualidad dentro de las doctrinas indias, los hinduistas creen que el ciclo de creación y destrucción del universo no tiene principio (an-adi, ‘sin principio’) ni final (an-anta, ‘sin final’); siendo un proceso cíclico eterno (un pralaia), cuyo nuevo ciclo es impulsado nuevamente por las huellas sutiles (biya samskara) que persisten tras la disolución del universo para generar el próximo ciclo cósmico.
En el hinduismo igualmente se suele considerar que la realidad o todo el universo de cosas fenoménicas y que aparecen como existentes luego de un nuevo proceso cíclico de creación, son realmente ilusorias, generadas por maia (‘ilusión’); siendo realmente la realidad verdadera el estado no manifiesto, anterior a la creación del universo. Así el proceso de creación por su naturaleza ilusoria requeriría siempre del efecto de Maya para poder lograr manifestarse Prakriti en un nuevo universo material.
Prakriti, la que se le describe en su esencia como Mūlaprakṛti se refiere a la «causa raíz» o «naturaleza raíz» del universo material; siendo la materia primordial no manifestada y eterna de la que se origina todo lo que existe en el universo manifestado. Se considera que mūlaprakṛti es la fuente de los tres gunas o cualidades cósmicas fundamentales (sattva, rajas y tamas); y que se manifiesta como Prakriti en los distintos elementos y objetos del universo a través de procesos de combinación y transformación a través de los diferentes ciclos de creación.

## Descripción del universo completo
La orden de cercanía a la Tierra es:

| graja (astro)                         | distancia hinduista (en millones de km) | distancia real (en millones de km)                                   |
| ------------------------------------- | --------------------------------------- | -------------------------------------------------------------------- |
| Sol                                   | 1.3                                     | 150                                                                  |
| Luna                                  | 2.6                                     | 0.384                                                                |
| todas las estrellas                   | 5.2                                     | 40 120 640 (la más cercana); 302 752 000 000 000 000 (la más lejana) |
| Venus                                 | 7.8                                     | entre 39 y 339                                                       |
| Mercurio                              | 10.4                                    |                                                                      |
| Marte                                 | 13.0                                    | entre 56 y 399                                                       |
| Júpiter                               | 15.6                                    | entre 600 y 900                                                      |
| Saturno                               | 18.2                                    | entre 1090 y 1650                                                    |
| Los Siete Rishís u Osa Mayor          | 32.4                                    | 274 000 000 (la más cercana); 5 193 000 000 (la más lejana)          |
| Pitriloka (planeta mítico invisible)  | 46.6                                    |                                                                      |
| Brahmaloka (planeta mítico invisible) |                                         |                                                                      |

En algunas leyendas los planetas se presentan de manera esquemática o simbólica y entonces se los considera fijos uno debajo del otro, bajo la flor de loto de Brahmá, a varios miles de kilómetros de distancia uno del otro, formando el tallo del loto.
Los indios creían que la Luna era una estrella, la más grande de todas.

El Sol y los planetas, sin embargo, se ven en diferentes signos y constelaciones en diferentes épocas. Esto indica que su movimiento es diferente que el del zodíaco y el de la propia rueda del tiempo [la bóveda celeste].
Shuka Gosuami

Los hinduistas creían erróneamente que la Tierra era redonda (plana como un plato redondo). El griego Eratóstenes (276-194 a. C.) descubrió que la Tierra es esférica y logró estimar su circunferencia.
Hasta el siglo XIX, los indios creían erróneamente que la Tierra estaba fija, mientras que el Sol, la Luna y los astros se movían a distintas velocidades:

El Sol tiene tres velocidades: lento, rápido y moderado. [...] 100 000 ioyanas [1 300 000 km] más allá del Sol se encuentra la Luna; su velocidad es mayor que la del Sol. [...] A 200 000 ioyanas [2 600 000 km] más allá de la Luna hay muchas estrellas, de las cuales sobresalen 28.
A 200 000 ioyanas [2 600 000 km] más allá de las estrellas se encuentra el planeta Venus.
Shuka Gosuami

Más allá de Venus (siempre a distancias iguales, de 2.6 millones de kilómetros) está Mercurio, Marte, Júpiter y Saturno. Luego hay un salto de 14.2 millones de km, hasta Pitriloka, el planeta de los antepasados piadosos.

## Descripción de los continentes de la Tierra
Debajo de todos los lokas está la Tierra plana, con el monte Meru en el centro, rodeado por altísimas montañas (los Himalayas).
Alrededor de los Himalayas hay un continente aproximadamente redondo, llamado Bharata Varsha (la India).
Alrededor de ese continente hay un océano perimetral de agua salada (el océano Índico y el mar Arábigo), que rodea todo Bharata Varsha.
Más allá de ese océano circular hay varios exóticos continentes concéntricos, cada uno rodeado por océanos de agua dulce, melaza, vino, miel y ghee (mantequilla clarificada).
En las doctrinas hinduistas actuales, la existencia del universo es gobernada por una o todas las deidades que conforman la trimurti (‘tres formas’):
- Brahmá (el dios creador)
- Vishnú (el dios mantenedor)
- Shivá (el dios destructor).

En la actualidad, los hinduistas creen que la teoría de Darwin se ve refrendada por los dasavatara (‘las diez encarnaciones de Dios’).
Aunque esta secuencia es una enumeración arbitraria (no toma las 24 encarnaciones principales del Bhágavata puraná, por ejemplo), creada por el poeta orisano Yaia Deva (en el siglo XIII d. C.) no proveniente de las enumeraciones de los Puranas o los Vedas.
Dentro de la tradiciones de la india, uno de los postulados es que universo no está hecho de átomos propiamente tal, sino de pancha maja bhuta (‘cinco grandes elementos’) arbitrarios, cada uno ocho veces más denso que el anterior:
- akasha (éter)
- vaiu (aire)
- agní (fuego)
- apa (agua)
- prithvi (tierra)